# Bajkalsk
Bajkalsk (ryska: Байкальск) är en stad i Irkutsks oblast i Sibirien i Ryssland.
Bajkalsk ligger vid södra ändan av Bajkalsjön och vid Transsibiriska järnvägen. Orten anlades 1961 i samband med grundandet av Bajkals massa- och pappersfabrik. Under tiden under kommunistiskt styre var fabriken direkt ansvarig för skötseln av samhället också, men kommunen blev självständig från företaget under perioden närmast efter med privatisering av statliga företag.  
I Bajkalsk finns en alpin anläggning på nordsluttningen av det omkring 1 300 meter höga berget Sobolinaja ("Sobelberget"), vilken normalt har ett snötäcke från november till maj.

## Bildgalleri

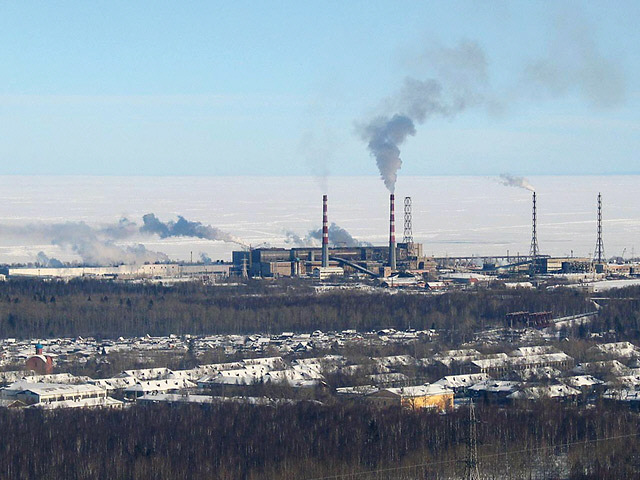
Balkajsks massa- och pappersfabrik
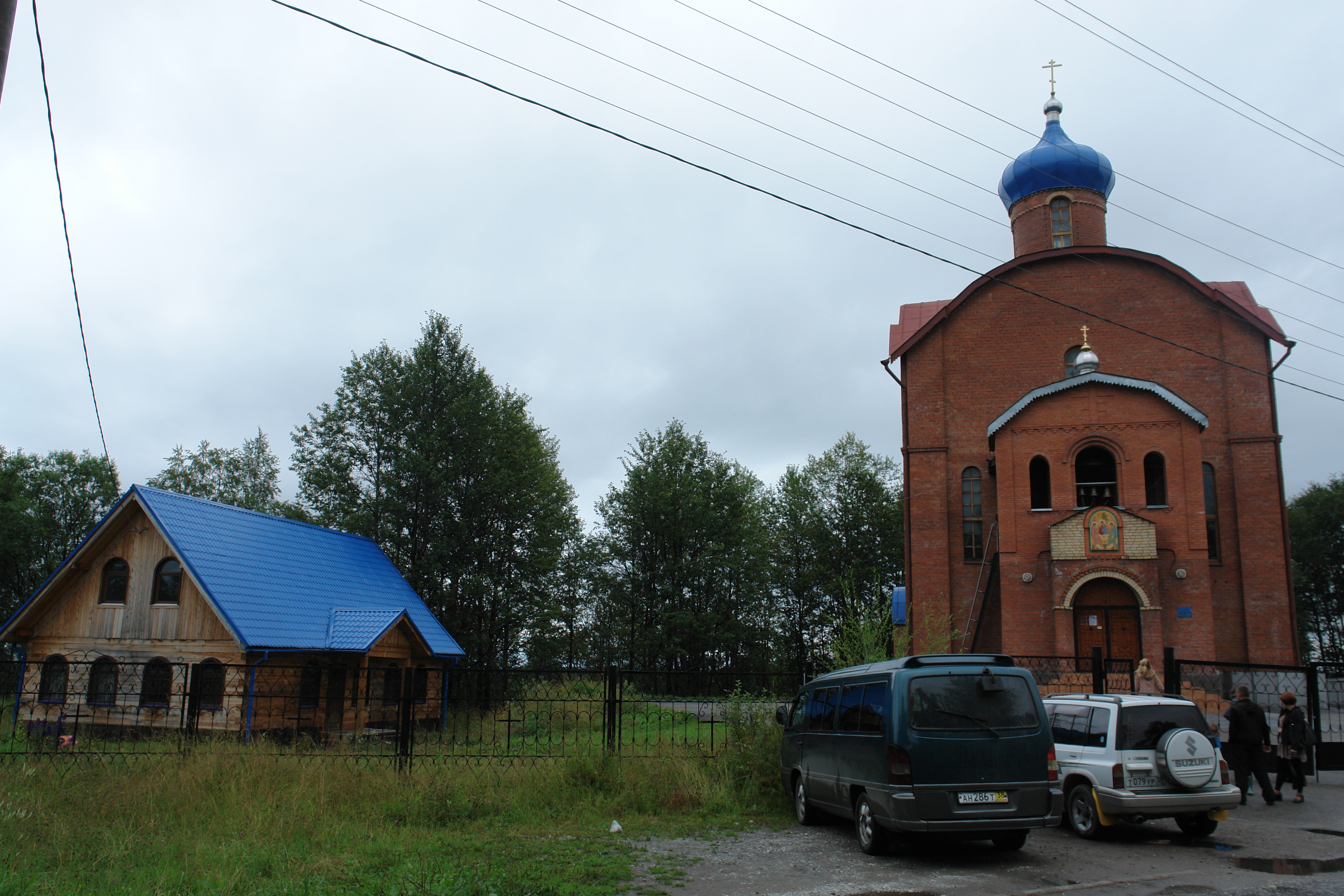
Kyrkan i Balkajsk
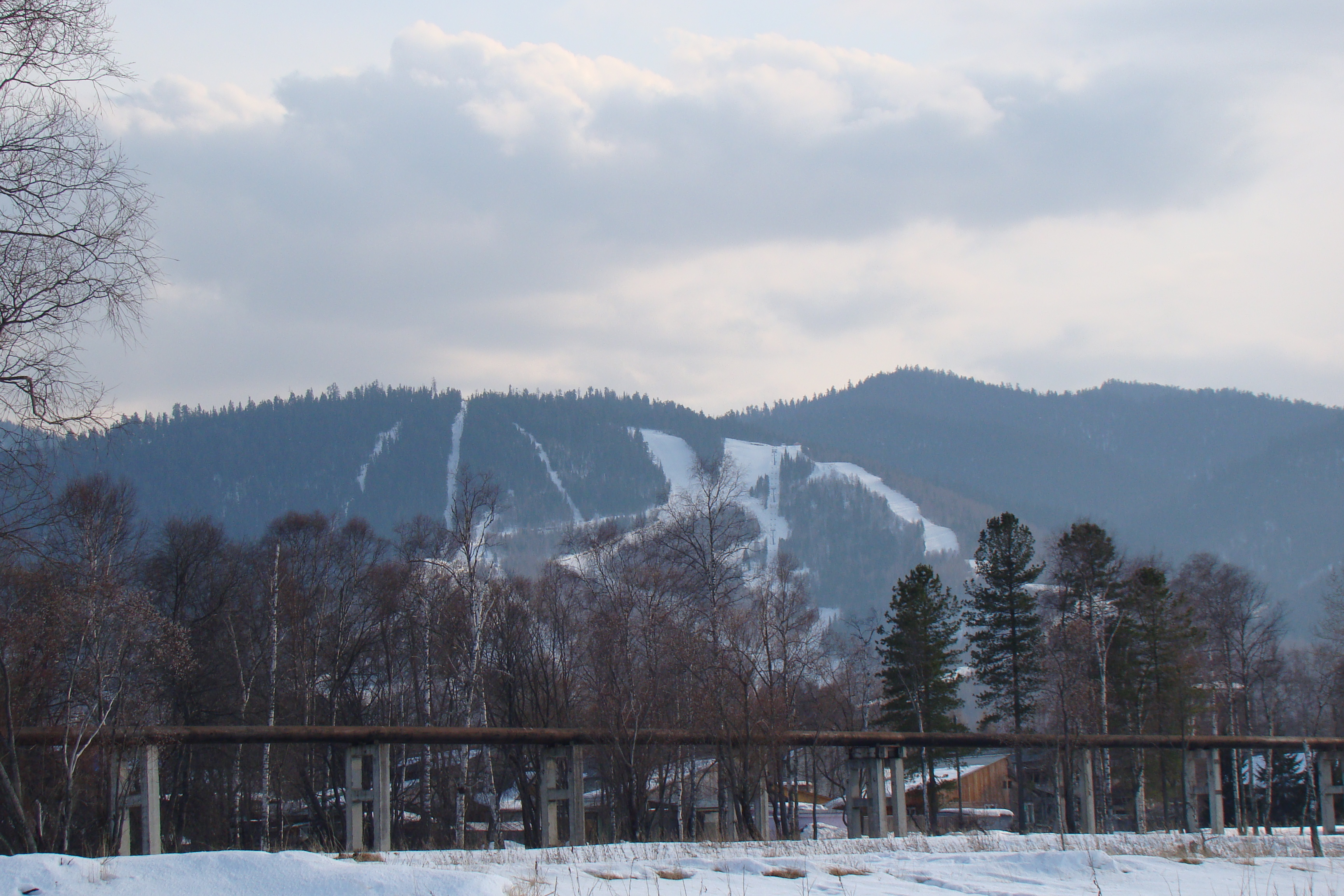
Skidbackarna
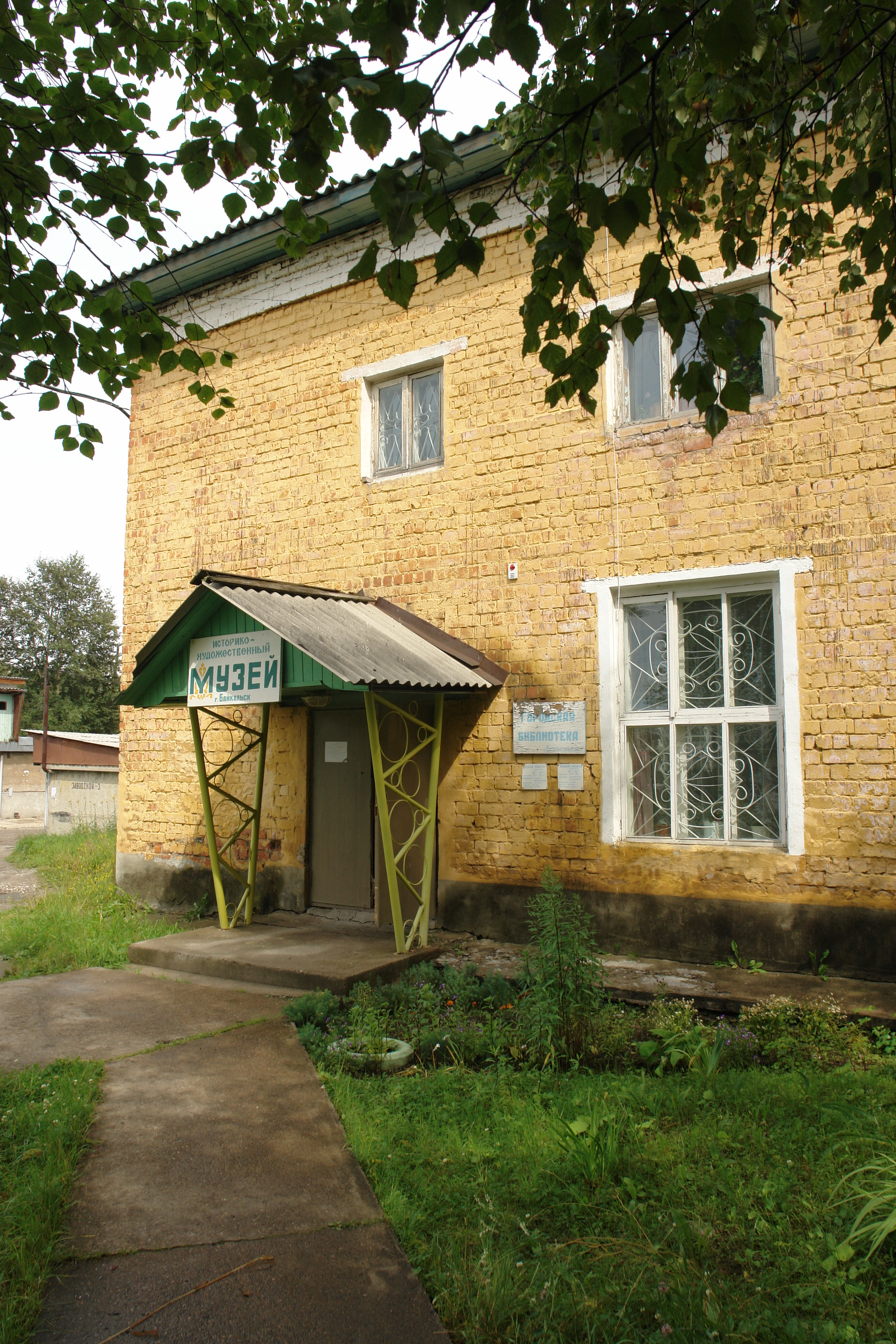
Bajkalsks museum